# Mont des Géants
Mont des Géants är ett berg i Antarktis. Det ligger i Östantarktis. Frankrike gör anspråk på området. Toppen på Mont des Géants är 30 meter över havet.
Terrängen runt Mont des Géants är platt åt sydost, men åt sydväst är den kuperad. Havet är nära Mont des Géants norrut. Trakten är glest befolkad. Närmaste befolkade plats är Dumont d'Urville Station, 0,47 kilometer väster om Mont des Géants.